# Podul Rákóczi

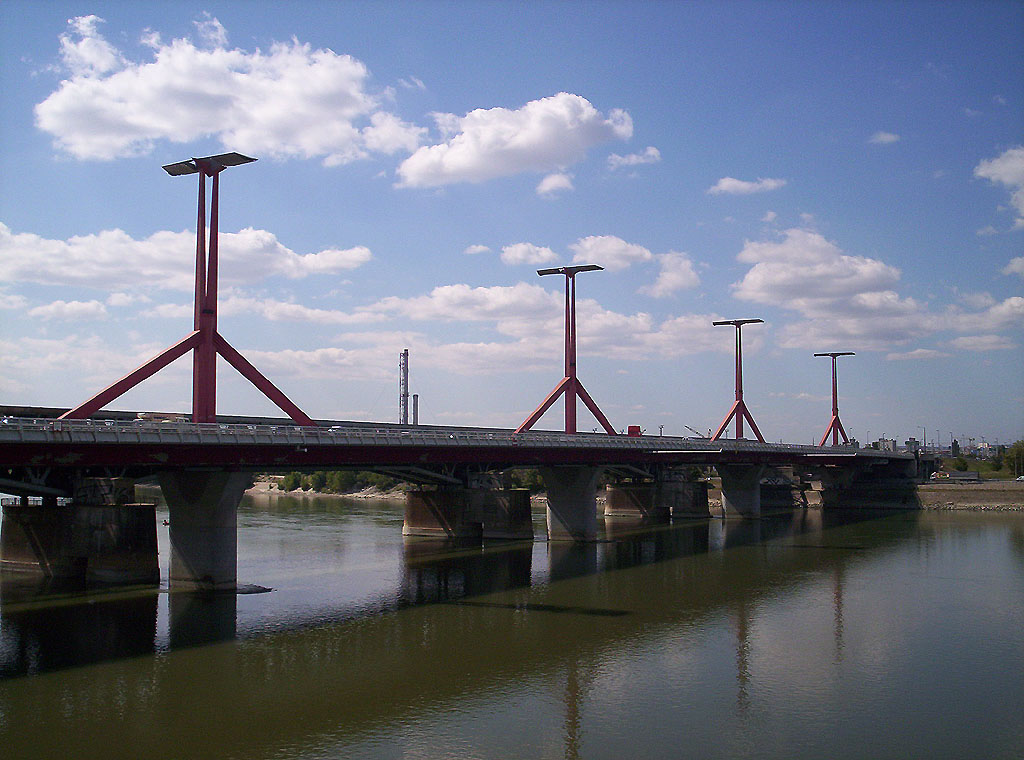
Podul Rákóczi

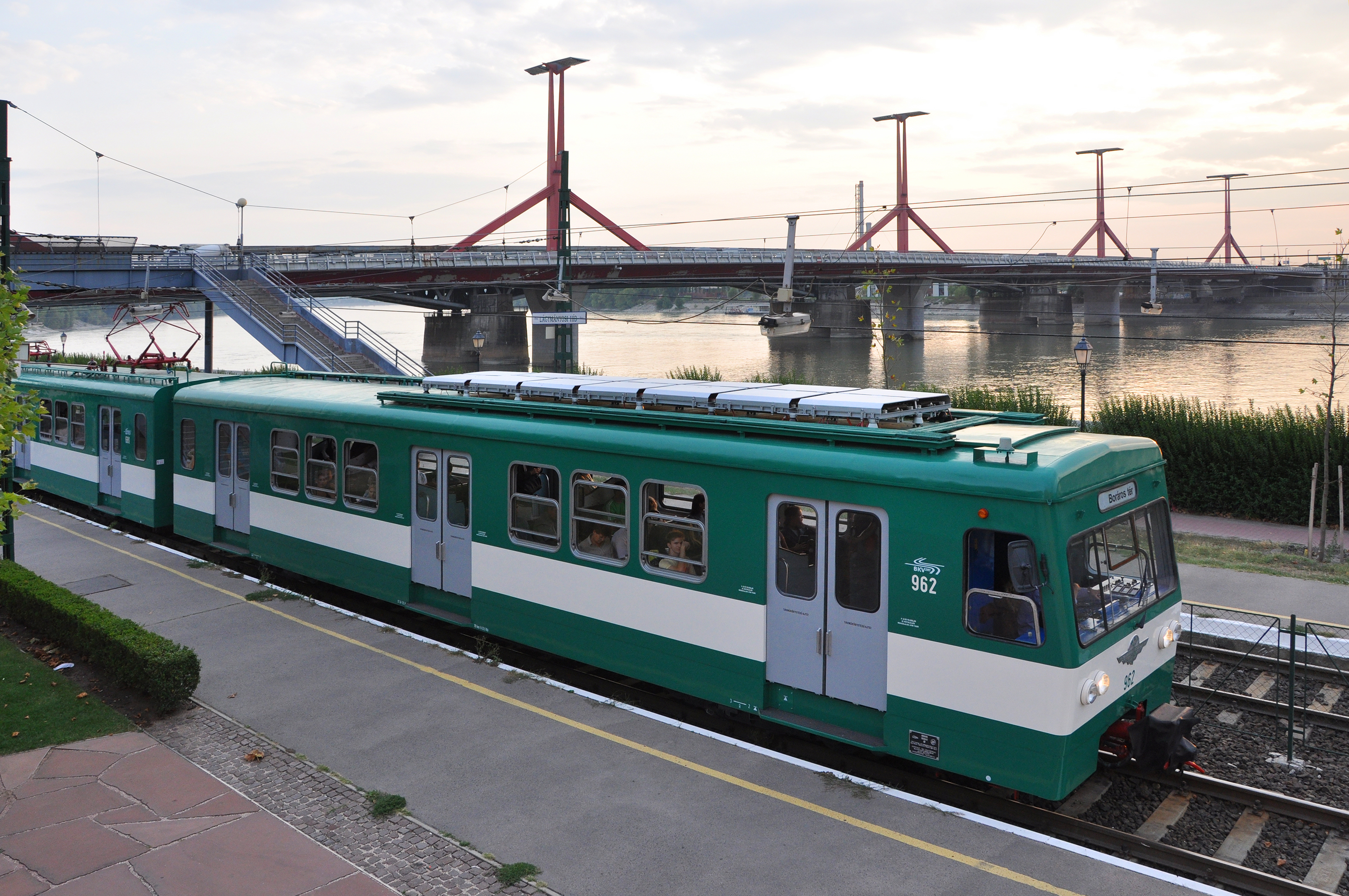
Staţia Csepel HÉV de la Podul Rákóczi

Podul Rákóczi (în maghiară Rákóczi híd, cunoscut anterior ca Lágymányosi híd / Podul Lágymányosi) este un pod peste Dunăre din Budapesta, legând Buda și Pesta. El este podul public cel mai sudic și al doilea cel mai nou pod din Budapesta.

## Istoric
Construcția podului cu grinzi din oțel a fost începută în anul 1992 după planurile lui Tibor Sigrai. El a fost inaugurat în 1995 și numit după familia Rákóczi. Podul are o lungime de 494 m și o lățime de 35 m.
Capătul lui dinspre Pesta este o stație a Csepel HÉV, precum și locul unde au fost construite Teatrul Național (2002) și Palatul Artelor (2005).